# تشيو يو مينغ
تشيو يو مينغ (بالصينية: 邱于銘) هو لاعب كرة قدم ومدرب كرة قدم صيني في مركز حراسة المرمى، ولد في 9 نوفمبر 1991 في هونغ كونغ في الصين. شارك مع منتخب هونغ كونغ تحت 23 سنة لكرة القدم ومنتخب هونغ كونغ لكرة القدم. أما مع النوادي، فقد لعب مع Metro Gallery FC ‏.